# Barbara Eramo
Barbara Eramo (Taranto, 5 gennaio 1972) è una cantante, compositrice e musicista italiana.

## Biografia
Cantante e autrice tarantina, trascorre l'infanzia tra Marina di Ginosa e Taranto. I primi concerti in Puglia saranno a partire dal 1989.
Nel 1991 si trasferisce a Roma dove studia Psicologia alla Sapienza e canto con Lucia Vinardi. Ad una jam session nel club romano Stardust, conosce il pianista cantante Mario Donatone che la farà entrerà a far parte del nascente Quartetto Spiritual di Roma ( anche con Francesco Forti e Micaela Grandi). Questa formazione la porterà ad esibirsi in diversi jazz club d'Italia e durante uno di questi concerti, venne notata dall'entourage di Paola Turci ed ingaggiata come corista per due tournée. Nel frattempo formerà il suo primo gruppo di nome Azzurrìa con Peppe Frattaroli, Alexis Lefevre e Massimo Cusato ed avrà le prime esperienze legate al Teatro, sempre in veste di cantante, con l'attrice regista Barbara Amodio.

## Carriera

### Musica
A metà degli anni ’90 avvia la collaborazione con Claudio Passavanti nel duo Eramo & Passavanti e la produzione artistica di Bungaro. Con il brano Hey manda partecipano a Sanremo Rock nel 1997 e con Fa che non sia mai ottengono il secondo posto alle selezioni per Sanremo Giovani. Col brano Senza Confini, Eramo & Passavanti vincono il premio della critica nella sezione giovani del Festival di Sanremo 1998 e il Premio Volare per la miglior esibizione del Festival, assegnato dal presidente della giuria di qualità Michael Nyman.
In seguito esce l’album Oro e Ruggine ( Rossodisera/BMG), che vede anche la partecipazione di Ivan Lins e Phil Palmer. Durante il loro tour avranno modo di aprire alcuni concerti degli Avion Travel.
Dopo l'esperienza Eramo & Passavanti, collabora con: Andrea Quintarelli ( ex Nuove Tribù Zulu) , I Trancendental (di Pivio & Aldo de Scalzi), Ciro Caravano ( Neri per Caso), Edoardo Sylos Labini e Antonello Aprea per lo spettacolo Rum&Wodka di cui firma le musiche originali.
Nel 2002 apre il concerto di Ani di Franco a Valle Giulia (Roma) e nello stesso anno conosce la cantautrice Diana Tejera, con la quale nasce un sodalizio artistico.
Nell’ambito del jazz e della world music ha collaborato con Mike Mainieri (Steps Ahead) per il progetto Leucasia di Marco Omicini che unisce la tradizione popolare del sud Italia al jazz.
Dal 2005 al 2024 sarà la cantante della Banda Ikona di Stefano Saletti, prendendo parte a diversi festival di world music e spettacoli teatrali quali: Il dolce canto degli dei con Giancarlo Giannini; Satyricon con Michele Placido e Giorgio Albertazzi ( musiche di Mario Rivera e Gabriele Coen ); Mitiche donne con Pamela Villoresi; Iliade l’aspra contesa con Massimo Popolizio, Manuela Mandracchia e Umberto Orsini; nei reading Eneide e Pilato di Massimo Popolizio.
Ha cantato inoltre per: Rocco De Rosa, Luca Velotti  ( Ascona Jazz Festival), Nico Morelli nel disco e nei concerti di Unfolkettable 2 - Istituto Italiano di Cultura di Parigi, Auditorium Parco della Musica di Roma, Casa del Jazz di Roma, Sunset di Parigi, Tanjazz Festival in Marocco.
Nel 2007 canta per l'Ambasciata Italiana di Amman e all'Istituto Italiano di Cultura di Colonia col pianista compositore Luca Ruggero Jacovella.
Nel 2008 è uscito l'album solista In Trasparenza che contiene brani scritti dalla Eramo e da Alessio Bonomo, Diana Tejera e Fausto Mesolella, chitarrista ed autore degli Avion Travel. Nel 2008 si avvia un'importante collaborazione col musicista produttore francese Hector Zazou e Stefano Saletti, da cui nasce il disco Oriental Night Fever, pubblicato nel 2010 dall’etichetta Naive in Francia e da Materiali Sonori in Italia.
Nel 2014 Barbara pubblica il secondo disco cantautorale Emily, un concept album su poesie di Emily Dickinson presentato all’Auditorium Parco della Musica di Roma e tra gli altri, all'Istituto Italiano di Cultura di Amburgo e all'Università di Binghamton NY.
Dal 2015 al 2018 con Stefano Saletti ed il musicista persiano Pejman Tadayon, si esibiscono più volte a New York, presso l'Università di Binghamton e all'Istituto italiano di Cultura. 
Con la musicista Laura Inserra scrive e canta le musiche per lo spettacolo di danza Uzume di Mariagrazia Sarandrea e per la colonna sonora del film Lettere dal Sahara di Vittorio de Seta. Si esibiscono in California nell'Istituto di Cultura Italiano di San Francisco, al Festival Art in Nature nel Redwood National Park di Oakland.
Nel 2019 è coinvolta nel gruppo Orkestra Popular des Sete Luas per il Festival Sete Sois Sete Luas, Festival patrocinato della Comunità Europea. Il tour estivo toccherà diversi paesi tra Europa e Nord Africa.
Nel Capodanno 2019 canta al Circo Massimo con la compagnia Kitonb.
Il 26 Giugno 2020 viene pubblicato il terzo disco solista dal titolo Emisferi anticipato dai singoli Emisferi, Ordinary People e La Grande Onda.
Il 26 gennaio 2024 al Quirinale, alla presenza del Presidente della Repubblica Sergio Mattarella e delle più alte cariche dello Stato, ha partecipato alla celebrazione del Giorno della Memoria , dedicato a  "I Giusti tra le Nazioni", e trasmesso in diretta da RAI1. 

### Teatro e colonne sonore
Nel 1999 incide il brano L'amore promesso scritto da Luis Bacalov, per la colonna sonora del film Milonga, diretto da Emidio Greco e interpretato da Giancarlo Giannini e Claudia Pandolfi.
Canta per il Premio Oscar Nicola Piovani nello spettacolo Concerto fotogramma ed è cantante solista dei concerti sinfonici Piovani dirige Piovani. Nel 2018 si è esibita in duo col maestro Piovani presso la storica residenza dell'Imperatore di Kyoto, Giappone.
Dal 2000 incide più volte per il cinema e la televisione; collabora con Pivio e Aldo De Scalzi (vincitori del David di Donatello 2014 e David di Donatello 2018 per le migliori colonne sonore) nei film El Alamein di Enzo Monteleone, L'uomo di Vetro, Se fossi in te, Casomai, Per sempre, Piano 17 dei Manetti Bros, Il mercante di Pietre, Si può fare con Claudio Bisio e le fiction L'Ispettore Coliandro, Distretto di Polizia, Il tunnel della libertà con Kim Rossi Stuard; con Andrea Guerra per la fiction Santa Barbara ;con Paolo Buonvino/ Goodlab Music per le fiction Tutto può succedere (col brano da lei composto Ordinary People) e Sotto copertura; con Emanuele Bossi per la fiction l'Isola di Pietro (con Gianni Morandi) come interprete e co autrice dei brani Look into my eyes e Dreams Survive; con Vito Lo Re per il film La ragazza nella nebbia con Tony Servillo e Alessio Boni; con Giancarlo Russo in Queen Marie of Romania. Viene scelta per cantare nella colonna sonora composta dal Premio Oscar Alexandre Desplat nel film Il racconto dei racconti - Tale of Tales di Matteo Garrone.
Nel 2003 è stata una delle protagoniste del Musical I Dieci Comandamenti nel ruolo di Sephora, moglie di Mosè in tour per i grandi teatri d’Italia; tra i protagonisti anche l'esordio della giovanissima Irene Fornaciari nel ruolo di Myriam. Il musical per la regia di Emile Chourachi e prodotto in Italia dai fratelli De Angelis, è stato in tour per i grandi Pala teatri d'Italia ed ospite di diverse trasmissioni televisive tra le quali Sanremo, Domenica In, Quelli che il calcio ed altre.

## Discografia

### Album
- Emisferi (2020)
- Emily (2014)
- Oriental Night Fever - Hector Zazou, Barbara Eramo, Stefano Saletti (2010)
- In Trasparenza (2008)
- Oro e Ruggine - Eramo & Passavanti (1998)

### Teatro
- Mitiche Donne - con Pamela Villoresi
- Eneide - con Massimo Popolizio
- Pilato da Il maestro e Margherita - con Massimo Popolizio
- Uzume (danza, 2008)
- Concerti Sinfonici -  col M° Nicola Piovani (2007 - 2010)
- Iliade l’aspra contesa - con Umberto Orsini, Massimo Popolizio, Manuela Mandracchia (2007)[3]
- Satyricon - con Giorgio Albertazzi e Michele Placido (2007)
- Il dolce canto degli dei - con Giancarlo Giannini (2005)[3]
- I Dieci Comandamenti (musical, 2003)
- Rum & Wodka - con Edoardo Sylos Labini (1999)

### Colonne sonore e serie tv
- Il racconto dei racconti - Tale of Tales (2015)
- L'Isola di Pietro ( co-autrice ed interprete dei brani "Look into my eyes" e "Dreams Survive" )
- Sotto copertura
- Tutto può succedere (autrice ed interprete del brano "Ordinary people")
- Si può fare (co-autrice ed interprete del brano " Cade una stella" 2008)
- Lettere dal Sahara
- La ragazza nella nebbia
- The Queen of Romania
- El Alamein (2001)
- L'uomo di vetro
- Piano 17  (co-autrice ed interprete del brano "I feel panic")
- Il mercante di Pietre
- Distretto di Polizia (2000)
- Milonga (1999)

### Collaborazioni
- Seacircle "Beneath the waves" (2019)
- Nico Morelli "Unfolkettable II" (2017)
- Piccola Banda Ikona "Soundcity" (2016)
- Piccola Banda Ikona "Folkpolitik" (2012)[10]
- Piccola Banda Ikona "Marea cu sarà" (2011)[11]
- Fonderia "My Grandmother's Space Suit" (2010)
- Eir - Barbara Eramo e Diana Tejera "Le solite note" (2008)
- Sunlight square con Steve Gadd e Will Lee (2005)
- Leucasia con Mike Mainieri (2004)[12]
- Rocco De Rosa "Trammari" (2005)
- "Way to Blu" - Omaggio a Nick Drake (2007) allegato di Mucchio Selvaggio